# ゲラニルゲラニル二リン酸シンターゼ
ゲラニルゲラニル二リン酸シンターゼ(geranylgeranyl diphosphate synthase)はテルペノイドやステロイドの合成に関わるプレニル基転移酵素の1つで、次の化学反応を触媒する酵素である。
(2E,6E)-ファルネシル二リン酸 + イソペンテニル二リン酸 {\displaystyle \rightleftharpoons } 二リン酸 + ゲラニルゲラニル二リン酸
組織名は(2E,6E)-farnesyl-diphosphate:isopentenyl-diphosphate farnesyltranstransferaseである。別名としてファルネシルtransトランスフェラーゼ(farnesyltranstransferase)がある。